# 直立猿人 〜ELECTOS＃1〜
『直立猿人 〜ELECTOS#1〜』（ちょくりつえんじん）は、20世紀Jr.の通算2枚目のオリジナル・アルバム。1989年11月25日に徳間ジャパンコミュニケーションズよりリリース。

## 解説
前作『20Century's Magic』より1年ぶりのリリース。3rd「Everything Will Be Allright」が収録されている。20世紀Jr.としては本アルバムが最後である。以降のアルバムはVisioN名義でリリースしている。

## 収録曲
1. secret feeling
2. I wanna dream
3. be my toy
4. still…ぼくはまだ眠りたい
5. 20th century's magic
作詞・作曲：土橋雅樹 / 編曲：20世紀Jr&ホッピー神山
6. say!
7. オマエがキライ
作詞・作曲：土橋雅樹 / 編曲：20世紀Jr&ホッピー神山
8. Everything Will Be Allright
作詞・作曲：20世紀Jr. / 編曲：20世紀Jr.&ホッピー神山
  - マツダ「マツダ・キャロル」CMソング
9. hold your hand
作詞：土橋雅樹 / 編曲：20世紀Jr&ホッピー神山
10. no surrender